# Dagda philleyi
Dagda philleyi är en rundmaskart som beskrevs av Murphy 1964. Dagda philleyi ingår i släktet Dagda och familjen Leptolaimidae. Inga underarter finns listade i Catalogue of Life.